# ميروسلاف كرال
ميروسلاف كرال (بالتشيكية: Miroslav Král)‏ هو لاعب كرة قدم تشيكي في مركز الدفاع، ولد في 15 سبتمبر 1986 في برنو في جمهورية التشيك. لعب مع زبرويوفكا برنو.

## وصلات خارجية
- ميروسلاف كرال على موقع قاعدة بيانات كرة القدم.إي يو (الإنجليزية)
- ميروسلاف كرال على موقع Soccerway.com (الإنجليزية)